# Склатеров гвенон
Склатеров гвенон (лат. Cercopithecus sclateri) је врста примата (Primates) из породице мајмуна Старог света (Cercopithecidae). 

## Распрострањење
Врста је присутна у Нигерији.

## Станиште
Станишта врсте су шуме, мочварна подручја и слатководна подручја. 

## Угроженост
Ова врста се сматра рањивом у погледу угрожености врсте од изумирања.